# Hrabstwo Hardin (Illinois)

Piramida wieku hrabstwa

Hrabstwo Gallatin – hrabstwo w USA, w stanie Illinois, według spisu z 2000 roku liczba ludności wynosiła 4 800. Siedzibą hrabstwa jest Elizabethtown.

## Geografia
Według spisu hrabstwo zajmuje powierzchnię 470 km², z czego  462 km² stanowią lądy, a 8 km² (1,76%) stanowią wody.
W Hrabstwie znajduje się krater Hicks Dome {37.53139° N 88.36833° W) prawdopodobnie pozostałość po uderzeniu w zamierzchłych czasach meteorytu lub komety, ciągnący się aż do Kansas.
Hicks Dome leży na skałach magmowych i diatremie lub brekcji komina wulkanicznego. Geolodzy są zgodni co do teorii, iż starsze skały magmowe wypchane bliżej powierzchni związane są z aktywnością wulkaniczną. Ta działalność  dostarczyła również duże pokłady fluoru znajdujące się na terenie hrabstwa. Fluor ten lub fluorek wapnia jest wydobywany w miejscowych kopalniach. W okresie zimnej wojny złoża te były wykorzystywane do produkcji fluorku uranu w federalnym zakładzie "produkcji" uranu Gaseous Diffusion Plant w Paducah, w Kentucky.        

### Sąsiednie hrabstwa
- Hrabstwo Gallatin - północ
- Hrabstwo Union - wschód
- Hrabstwo Crittenden - wschód
- Hrabstwo Livingston - południowy zachód
- Hrabstwo Pope - zachód
- Hrabstwo Saline - północny zachód

## Historia
Hrabstwo Hardin zostało utworzone w 1839 z terenów Hrabstwa Pope. Część jego terenów został przyłączony w późniejszym czasie hrabstwu  Gallatin. Swoją nazwę obrało na cześć John Hardin(1753–1792), amerykańskiego oficera walczącego w Wojnie o niepodległość Stanów Zjednoczonych i w  północno-wschodniej wojnie z Indianami (1785 – 1795). John Hardin został zamordowany przez Indian Szaunisów w  1792 w dzisiejszym hrabstwie Shelby.
Hrabstwo, a w szczególności miasto Cave-In-Rock, było siedzibą/twierdzą wyjętych spod prawa, bandytów i fałszerzy.

## Demografia
Według spisu z 2000 roku hrabstwo zamieszkuje 4 800 osób, które tworzą 1 987 gospodarstw domowych oraz 1 367 rodzin. Gęstość zaludnienia wynosi 10 osób/km². Na terenie hrabstwa jest 2 494 budynków mieszkalnych o częstości występowania wynoszącej 5 budynków/km². Hrabstwo zamieszkuje 95,42% ludności białej, 2,75% ludności czarnej, 0,04% rdzennych mieszkańców Ameryki, 0,50% Azjatów, 0,12% mieszkańców Pacyfiku, 0,48% ludności innej rasy oraz 0,69% ludności wywodzącej się z dwóch lub więcej ras, 1,06% ludności to Hiszpanie, Latynosi lub inni.
W hrabstwie znajduje się 1 987 gospodarstw domowych, w których 28,40% stanowią dzieci poniżej 18 roku życia mieszkający z rodzicami, 57,20% małżeństwa mieszkające wspólnie, 8,80% stanowią samotne matki oraz 31,20% to osoby nie posiadające rodziny. 28,60% wszystkich gospodarstw domowych składa się z jednej osoby oraz 15,90% żyje samotnie i ma powyżej 65 roku życia. Średnia wielkość gospodarstwa domowego wynosi 2,30 osoby, a rodziny wynosi 2,81 osoby.
Przedział wiekowy populacji hrabstwa kształtuje się następująco: 20,40% osób poniżej 18 roku życia, 7,80% pomiędzy 18 a 24 rokiem życia, 26,20% pomiędzy 25 a 44 rokiem życia, 26,90% pomiędzy 45 a 64 rokiem życia oraz 18,60% osób powyżej 65 roku życia. Średni wiek populacji wynosi 42 lat. Na każde 100 kobiet przypada 100,60 mężczyzn. Na każde 100 kobiet powyżej 18 roku życia przypada 100,50 mężczyzn.
Średni dochód dla gospodarstwa domowego wynosi 27 693 USD, a średni dochód dla rodziny wynosi 31 625 dolarów. Mężczyźni osiągają średni dochód w wysokości 32 414 dolarów, a kobiety 17 091 dolarów. Średni dochód na osobę w hrabstwie wynosi 15 984 dolarów. Około 14,70% rodzin oraz 18,60% ludności żyje poniżej minimum socjalnego, z tego 28,60% poniżej 18 roku życia oraz 11,10% powyżej 65 roku życia.

## Miasta
- Rosiclare

## Wioski
- Cave-In-Rock
- Elizabethtown